# Hofanlage Padingbütteler Altendeich 86
Die Hofanlage Padingbütteler Altendeich 86, nördlich vom Dorf, in der niedersächsischen Gemeinde Wurster Nordseeküste, Ortschaft Padingbüttel, im Landkreis Cuxhaven stammt vom Ende des 18. Jahrhunderts.
Aktuell (2024) wird sie als Wohnhaus mit Nebenanlage genutzt.
Die Gebäude stehen unter Denkmalschutz (siehe auch Liste der Baudenkmale in Wurster Nordseeküste).

## Beschreibung
Die kleine Hofanlage besteht aus:
- dem eingeschossigen giebelständigen verputzten und verklinkerten Wohngebäude von 1881 (Inschrift) mit Satteldach, segmentbogigen Öffnungen, statt Grooter Door eine zweiflügelige Eingangstür, darüber Ladeluke,[2]
- dem eingeschossigen traufständigen verklinkerten Stall von um 1900 mit Satteldach.[3]

Das Landesdenkmalamt befand u. a.: „… aus geschichtlichen als auch aus städtebaulichen Gründen wegen des ortsgeschichtlichen, gebäudetypischen, orts- und landschaftsbildprägenden Zeugniswerts …“